# Oreste Piro
Oreste Piro Perusin es un teórico de sistemas dinámico y biofísico argentino. Desarrolla actividades científicas y académicas en la Universidad de las Islas Baleares (UIB) en Palma de Mallorca.
Es conocido por trabajar en estudios de osciladores de relajación forzada como el exacto-resoluble PiroGon oscilador, dinámica de escalares pasivos en flujos fluidos, rescate embeddings, influencia de mecánicas de fluidos en el desarrollo de la asimetría de vertebrados izquierdo-derecho, y el automodelo de red crítico.
Realizó sus estudios de grado por la Universidad Nacional de La Plata.